# Mario Regueiro
Mario Ignacio Regueiro Pintos (født 14. september 1978 i Montevideo, Uruguay) er en uruguayansk tidligere fodboldspiller (kantspiller).
Regueiro spillede gennem sin karriere 29 kampe og scorede ét mål for Uruguays landshold. Han debuterede for holdet 8. oktober 2000 i en VM-kvalifikationskamp på udebane mod Argentina. Han var en del af den uruguayanske trup til VM 2002 i Sydkorea/Japan, og spillede to af holdets tre kampe i turneringen, der endte med exit efter det indledende gruppespil.
På klubplan spillede Regueiro blandt andet for Nacional i hjemlandet, for Valencia og Racing Santander i Spanien, samt for Lanús og Racing Club i Argentina.